# Мельничный Ручей
Ме́льничный Руче́й (фин. Myllyoja) — микрорайон города Всеволожска в Ленинградской области России.  Станция Ириновского направления Санкт-Петербургского отделения ОЖД, в 2 км от платформы Всеволожская.
Возникновение посёлка на нынешнем месте было обусловлено строительством Ириновской железной дороги, на которой Мельничный Ручей стал узловой станцией. Сама Ириновская дорога была открыта в 1892 году, а предыдущая от Петербурга платформа Всеволожская — в 1895 году.

## Геологические особенности
Посёлок расположился на северной, неярко выраженной оконечности Колтушской островной, холмисто-камовой возвышенности, сложенной песками, валунными супесями и суглинками. Северная часть микрорайона находится в долине реки Лубья, с запада и востока территория окружена болотистыми низинами бывших торфоразработок. Земли микрорайона сложены кембрийскими осадками, перекрытыми мореной, ленточными глинами, супесями и песками.

## Географическое положение
Территория ограничена с севера микрорайонами Всеволожск по Октябрьскому проспекту и Отрада по улице Пермской, с востока рекой Лубья, с юга «Южным шоссе» (автодорога 41К-081 Всеволожск — ст. Кирпичный Завод), с запада микрорайонами Коммунально-складская зона, Ильинский и Всеволожск по Колтушскому шоссе (автодорога 41К-078). С запада на восток микрорайон пересекает железная дорога Ириновского направления, с севера на юг проходит автомобильная дорога 41К-078. Высота центра микрорайона — 24 м.
| Ближайшие микрорайоны                                    | Ближайшие микрорайоны | Ближайшие микрорайоны      |
| -------------------------------------------------------- | --------------------- | -------------------------- |
| Северо-запад: Румболово                                  | Север: Отрада         | Северо-восток: Хутор Ракси |
| Запад: Всеволожск, Ильинский, Коммунально-складская зона |                       | Восток:                    |
| Юго-запад: Южный, Подгорное                              | Юг: Ждановские Озёра  | Юго-восток: Берёзки        |

## Административный статус
Указом Президиума Верховного Совета РСФСР от 1 февраля 1963 года рабочий посёлок Всеволожский был преобразован в город Всеволожск, тогда же в его состав вошёл посёлок Мельничный Ручей.

## Топонимика в фактах и «легендах»
Топонимы «Мельница» в верховьях реки Лубьи зафиксированы ещё в начале XVII века.
Один из них — «Лубика мельница» (в шведском варианте швед. Lubia Qvarn (Лубия мельница)), находился в месте пересечения реки современным Колтушским шоссе.
Он нанесён на «Географический чертёж Ижорской земли», исполненный около 1705 года Адрианом Шхонебеком, первым из мастеров гравюры, приглашённых Петром I в Россию, как деревня — «Лυбика мелніца». «Там, где сегодня расположен пляж у ресторана „Три пескаря“, крутила свои жернова мельница ещё в допетровские и петровские времена.» — пишет в статье «Почему так названы наши улицы?» директор Всеволожского государственного историко-краеведческого музея М. С. Ратникова. Как видно на карте петровских времён, обозначенная там пунктиром дорога на Колтуши не меняла трассы как минимум 300 лет, и сегодня пересекает Лубью как раз на месте современной плотины.
Возможно, именно эта «мельница» и дала название реке Лубья, так как точное происхождение топонима Лубья неизвестно, но по одной из версий, (автор которой собиратель и создатель петербургского фольклора Наум Синдаловский, приводит народную этимологию этого топонима) от стоявшей в верховьях реки мельницы некоего Лубика.

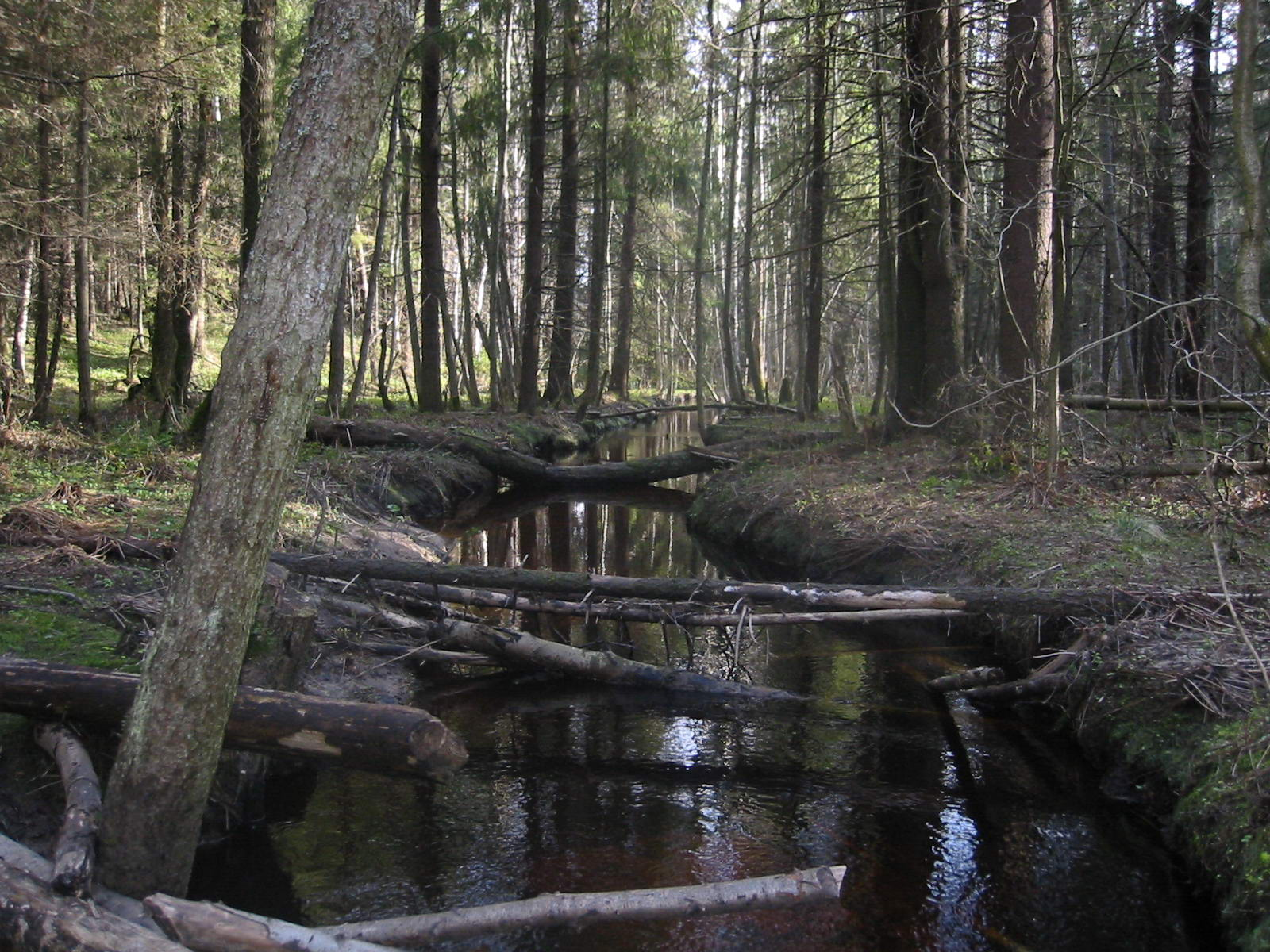
Исток Мельничного ручья
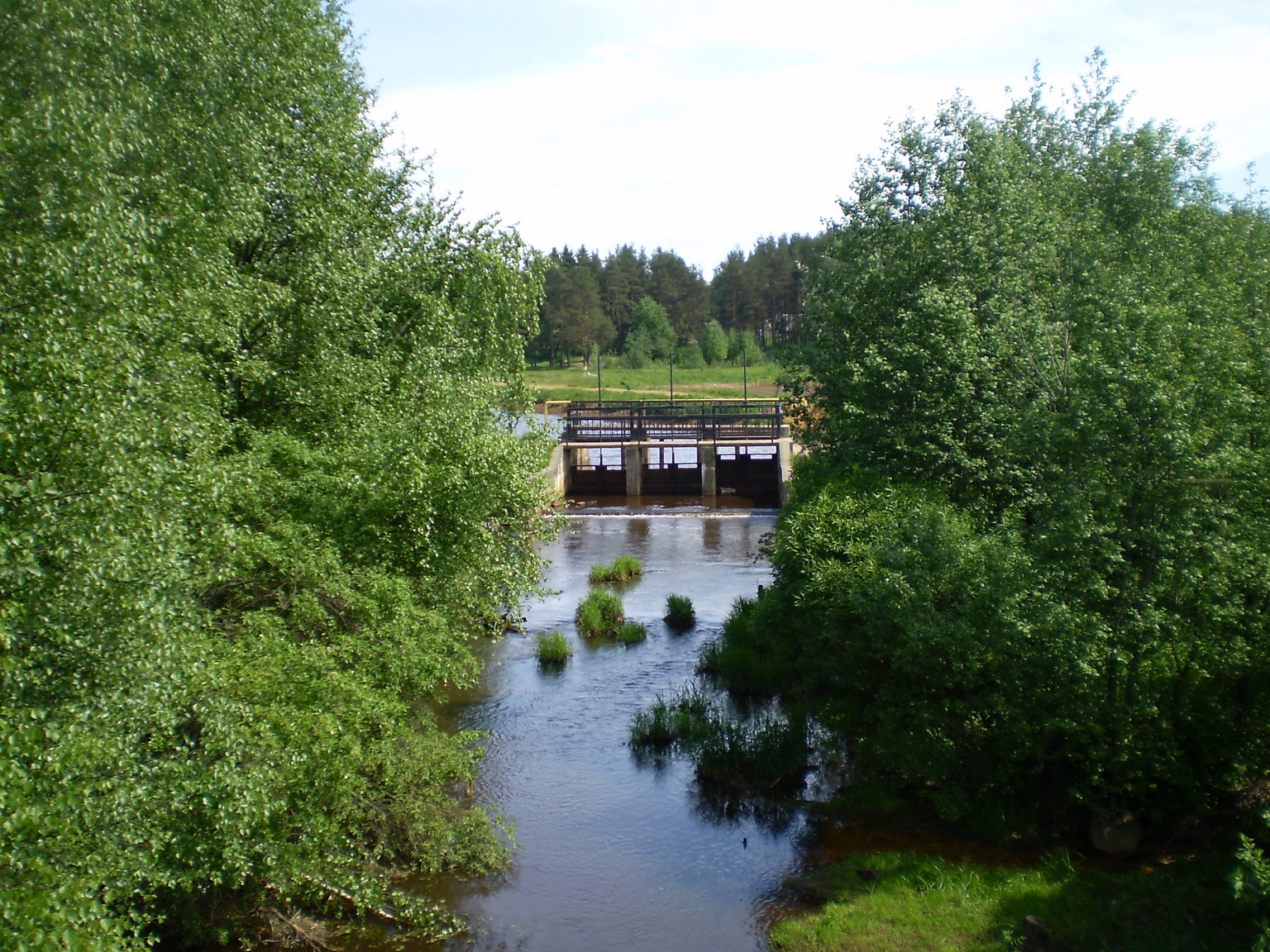
Плотина на реке Лубье

Второй из топонимов — «Мельница», находился на Мельничном ручье, правом притоке реки Лубья, в месте пересечения его с современной Дорогой жизни.
Он нанесён на карте окрестностей Санкт-Петербурга от 1792 года (Carte des Environs de St. Petersbourg. 1792), как деревня «Moulin» (Мельница). Также в генеральном плане уезда, составленном в 1774 году Межевым департаментом сената, упоминается «…и деревня Мельница на Мельничном ручье».
В той же статье — «Почему так названы наши улицы?», М. С. Ратникова пишет, что название своё, микрорайон Мельничный Ручей, получил от «…одноимённой деревеньки, которая располагалась в XVII веке на месте нынешней магнитной станции». А на Плане генерального межевания Шлиссельбургского уезда, обозначена не только сама деревня Мельница, но и разлив перед плотиной.
Хронология получения этого названия, видимо, такова: сначала деревня Мельница дала название безымянному ручью, на котором она стояла — Мельничный ручей.
Затем в 1892 году, после строительства станции Ириновской дороги в месте пересечения железнодорожного полотна с Мельничным ручьём, уже гидроним Мельничный ручей дал название железнодорожной станции Мельничный Ручей, причём станция тогда находилась за чертой поселения деревни Отрада. Сама деревенька в месте пересечения Мельничного ручья с современной Дорогой Жизни, до 30-х годов XX века, обозначалась на картах, как Мельничьи Ручьи.
В 1924—1926 годах, после перешивки на широкую колею и спрямления железной дороги в черте Всеволожска, станция Мельничный Ручей переезжает западней, на современное место, и даёт название окружающему её станционному посёлку. Затем деревня Мельничьи Ручьи исчезает, а на её месте появляется «Магнитная станция „Мельничный ручей“», но это уже не топоним, а название организации.
Наличие топонима с «ручьями» во множественном числе известно одному из писателей-разработчиков ленинградско-питерского материала Михаилу Иосифовичу Веллеру («Легенды Невского проспекта» и др. сборники). Однако его утверждение, высказанное в пылу полемики с С. Г. Кара-Мурзой

Кара-Мурза не знает того, что в течение всей советской истории посёлок Всеволожского района Ленинградской области назывался не Мельничный Ручей, а Мельничные Ручьи.

не подтверждается географическими и железнодорожными картами СССР: там обозначен «Мельничный Ручей». Неверно называет Веллер и альтернативный топоним, относящийся к другому населённому пункту: на картах прописаны не «Мельничные», а именно «Мельничьи». Мельничные Ручьи в Ленинградской области всё же есть, но только в Приозерском районе, и до 1945 года эта деревня называлась Kalamaja (Рыбачья Хижина).

## История
В 1892 году открылась частная Ириновская узкоколейная железная дорога, построенная по инициативе барона П. Л. Корфа. Она шла от Охты к его имению в Ириновке, в районе которой барон-предприниматель начал пробные торфоразработки. Одна из станций этой дороги — Мельничный Ручей, и стала «градообразующей» для современного микрорайона.
В 1896 году от станции Мельничный Ручей был проложен новый ход в сторону истока Невы до деревни Шереметьевка, позднее продлённый до Невской Дубровки. Ввод этого участка в советские годы позволил торфопредприятиям охватить новые торфяники в районе деревни Плинтовка и платформы Дунай. Сама станция со временем стала узловой, вокруг неё сформировалось поселение.

МЕЛЬНИЧНЫЙ РУЧЕЙ — станция Ириновско-Шлиссельбургской жел. дороги при Мельничном ручье 1 двор, 9 м. п. (1896 год)

Выше по Мельничному ручью, на Ириновском земском тракте было ещё одно поселение с давней историей — деревня Мельничный Ручей (на карте 1928 года обозначено, как Мельничьи Ручьи).

МЕЛЬНИЧНЫЙ РУЧЕЙ — посёлок арендаторов при шоссейной дороге, при ручье 13 дворов, 28 м. п., 34 ж. п., всего 62 чел. (1896 год)

Административно они относились к Рябовской волости Шлиссельбургского уезда Санкт-Петербургской губернии.
Как видно на карте окрестностей Петрограда 1914 года, станция первоначально была расположена за чертой поселения деревни Отрада на притоке реки Лубьи, Мельничном ручье.
В 1923 году железную дорогу перешили на широкую колею и спрямили на участке от Ржевки до Мельничного Ручья, а сама станция Мельничный Ручей была перенесена к югу от деревни Отрада и к северу от Ильинского посёлка, где находится и поныне в створе проспекта Грибоедова и Пожвинской улицы.

Деревня Мельничный Ручей (Мельн. ручьи) и станция Мельничный Ручей до переноса 1923 года
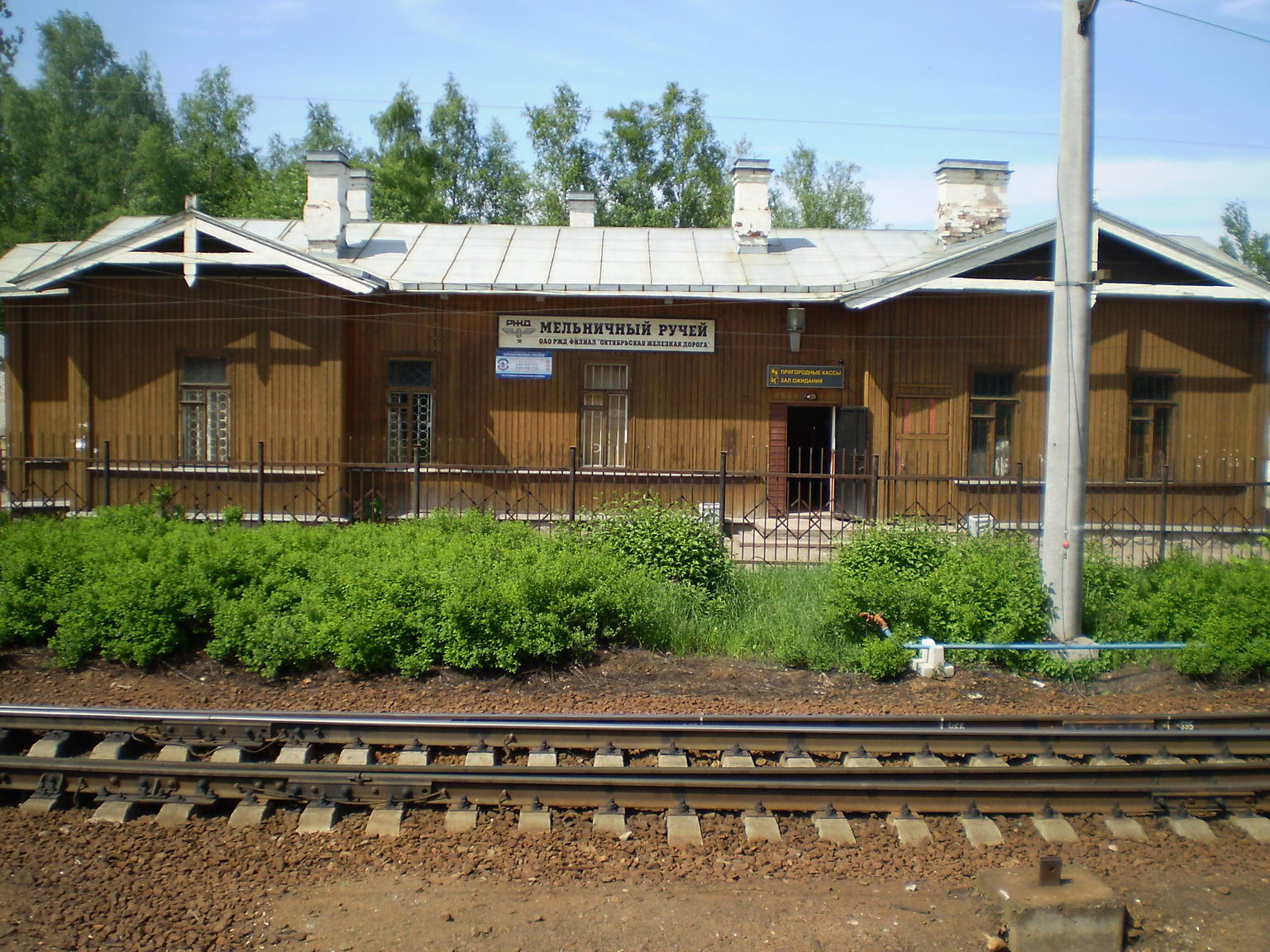
Вокзал станции Мельничный Ручей. 2010 год

В 1920-е годы учитывалось три соседних населённых пункта с названием «Мельничный Ручей»:

МЕЛЬНИЧНЫЙ РУЧЕЙ — деревня Романовского сельсовета, 17 хозяйств, 88 душ.

Из них: русских — 2 хозяйства, 8 душ; финнов-суоми — 13 хозяйств, 72 души; эстов — 1 хозяйство, 2 души; поляков — 1 хозяйство, 6 душ. 

МЕЛЬНИЧНЫЙ РУЧЕЙ — хутора Щегловского сельсовета, 7 хозяйств, 27 душ.

Из них: русских — 2 хозяйства, 4 души; финнов-ингерманландцев — 4 хозяйства, 16 душ; поляков — 1 хозяйство, 7 душ.

МЕЛЬНИЧНЫЙ РУЧЕЙ — дома при ж.-д. ст., Щегловский сельсовет, 5 хозяйств, 11 душ.

Из них: все русские. (1926 год)

Первый из них — современная «Магнитная станция „Мельничный Ручей“», второй — ныне исчезнувшие хутора вдоль Мельничного ручья, один из которых дал начало микрорайону Хутор Ракси, а третий — станционный посёлок и «прародитель» современного микрорайона. Их население было преимущественно финское.
В 1931, 1935 и 1942 годах через станцию Мельничный Ручей производились массовые депортации финнов-ингерманландцев, проживавших во Всеволожском районе.
В 1938 году был образован рабочий посёлок Всеволожский, поглотивший посёлок Ильинский.

МЕЛЬНИЧНЫЙ РУЧЕЙ — деревня Романовского сельсовета, 119 чел. 

МЕЛЬНИЧНЫЙ РУЧЕЙ — хутор Романовского сельсовета, 58 чел. (1939 год)

Оба отрезка Ириновской железной дороги, расходящиеся от Мельничного Ручья, сыграли стратегическую роль во время Великой Отечественной войны; железнодорожный путь от Финляндского вокзала до берега Ладожского озера являлся сухопутным участком Дороги жизни. Во время эвакуации жителей блокадного Ленинграда Мельничный Ручей был первой станцией по пути от Финляндского вокзала на Большую Землю, на которой из вагонов приходилось выгружать трупы тех, кто, обессилев от голода, умер в пути.
…в зиму 42-го меня назначили на станцию Мельничный Ручей, где находился пункт смены локомотивов, следовавших на Ладогу. Тут я всякого насмотрелся. И знаете, что меня удивляло? Это равнодушие внутри, когда все чувства исчезают. Люди машинально выносят мёртвых из вагонов, не испытывая ни ужаса, ни сострадания.
Во время Великой Отечественной войны на станции Мельничный Ручей были развёрнуты следующие медицинские учреждения:
- Эвакуационный приёмник № 138 (20.12.1941—10.02.1942)
- Полевой подвижный госпиталь № 731 (1941)
- Инфекционный госпиталь № 855 (15.12.1941—01.1944)
- Полевой подвижный госпиталь № 2205 (1941)
- Полевой подвижный госпиталь № 2228 (1941)
- Полевой подвижный госпиталь № 2234 (17.09.1941—10.12.1941)
- Полевой подвижный госпиталь № 2236 (14.09.1941—01.11.1941)
- Терапевтический полевой подвижный госпиталь № 2315 (01.10.1943—30.10.1943)
- Госпиталь для легкораненых № 2582 (06.07.1943—01.02.1944)[32][33].

Братских могил на этом месте захоронения не сохранилось. Довоенное здание пассажирского «вокзала», фото которого от 2010 года приводится здесь, пока ещё существует.
В период с 1938 по 1963 год будущий Всеволожск представлял собой агломерацию различных по статусу поселений, причудливо соединившихся между собой территориально, но независимых юридически.
Переименование большей части Ильинского посёлка и южной части деревни Отрада в посёлок Мельничный Ручей на бытовом уровне началось сразу после переноса железнодорожной станции Мельничный Ручей на своё современное место, западнее и вглубь застройки, а также организации при ней почтового отделения, магазинов и другой инфраструктуры, что стало новым «центром притяжения» и закрепилось в послевоенные годы. Посёлком Мельничный Ручей тогда называлась огромная, относительно небольшого станционного посёлка, территория от Румболовско-Кяселевской возвышенности на севере до Ждановских озёр на юге, хотя юридически южная его часть была бывшим Ильинским посёлком в составе рабочего посёлка Всеволожский, а северная — южной частью деревни Отрада.
В 1963 году, после преобразования рабочего посёлка Всеволожский в город Всеволожск и поглощения им соседних посёлков, деревень и хуторов, микрорайон Мельничный Ручей стал самым большим в городе.
26 октября 1967 года во Всеволожске открылось движение по автобусному маршруту № 2 «Платформа Всеволожская — ст. Мельничный Ручей — пр. Грибоедова, 110», связавшему микрорайон Мельничный Ручей с центром города. В конце апреля 1972 года открылось движение по автобусному маршруту № 4 «Платформа Всеволожская — Колтушское шоссе — пр. Грибоедова, 110».
В советские годы в микрорайоне работали две школы № 2 и № 5 (№ 2 впоследствии была преобразована в «Станцию юных техников», а затем закрыта), 7 пионерских лагерей («Огонёк», «Юный Ленинец», «Салют», «Искра», «Юность», «Чайка», «Комета»), большое количество летних детских садов и государственных дач, детский дом, кинотеатр «Заря», действовали два регулярных автобусных маршрута № 2 и № 4 (в постсоветские годы добавился маршрут № 6, а № 4 был переведён в микрорайон Южный), на станции Мельничный Ручей был построен единственный на Ириновском направлении подземный переход.

## Инфраструктура
Школа № 5, два частных летних детских сада, санаторий-профилакторий ОЖД, детская теннисная академия, детская спортивная школа по лыжным гонкам, гостиница, аптеки, кафе, магазины, многофункциональный центр города Всеволожск, а также три действующие православные церкви: св. прав. Иоанна Кронштадтского (2006), преп. Серафима Саровского (2015) и преп. Алексия, Человека Божия (2022).
Застройка индивидуальная, малоэтажная. В 1960-е — 1970-е годы были построены семь пятиэтажных домов на улицах Комсомола и Лубянской.

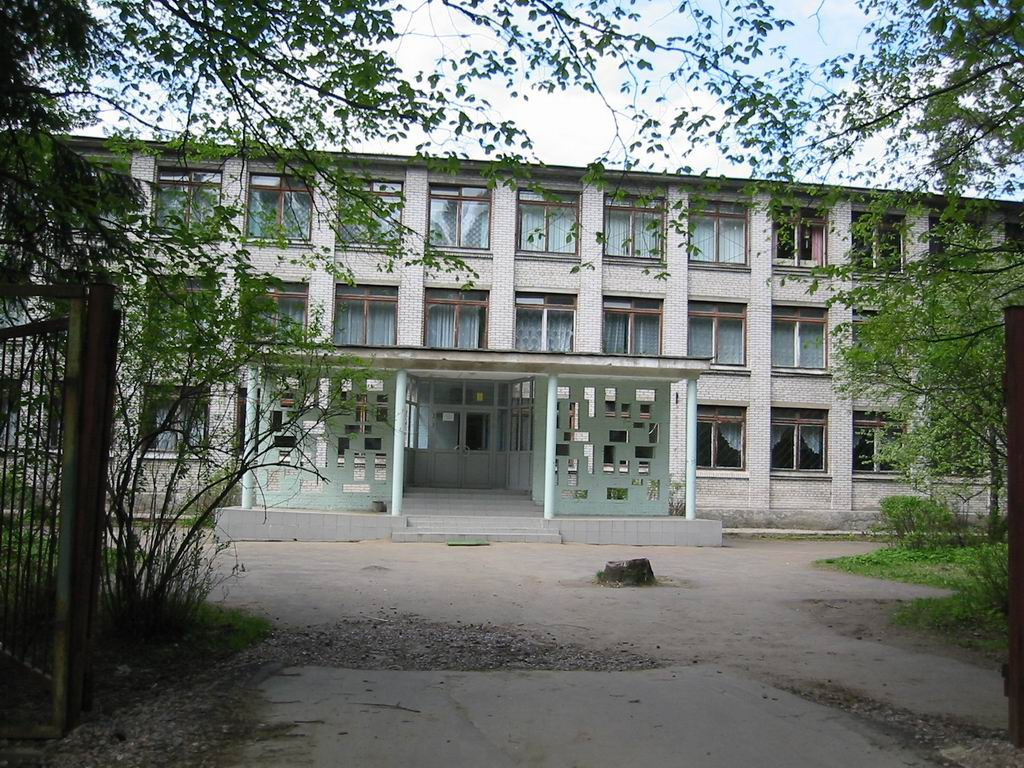
Школа № 5. 2006 год
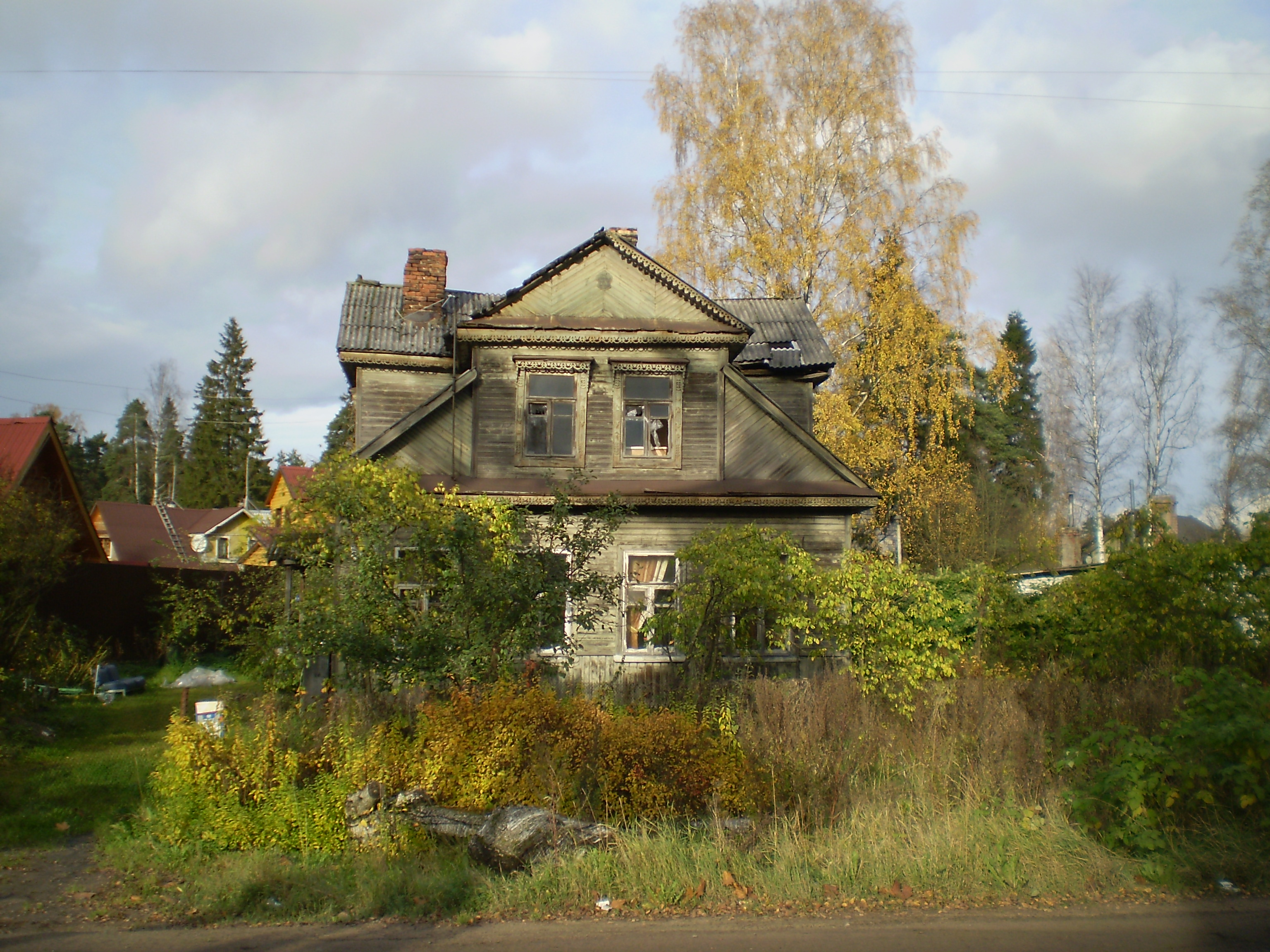
Старый дом в микрорайоне Мельничный Ручей. 2012 год На фронтоне табличка: «Застрахован в 1896 году»
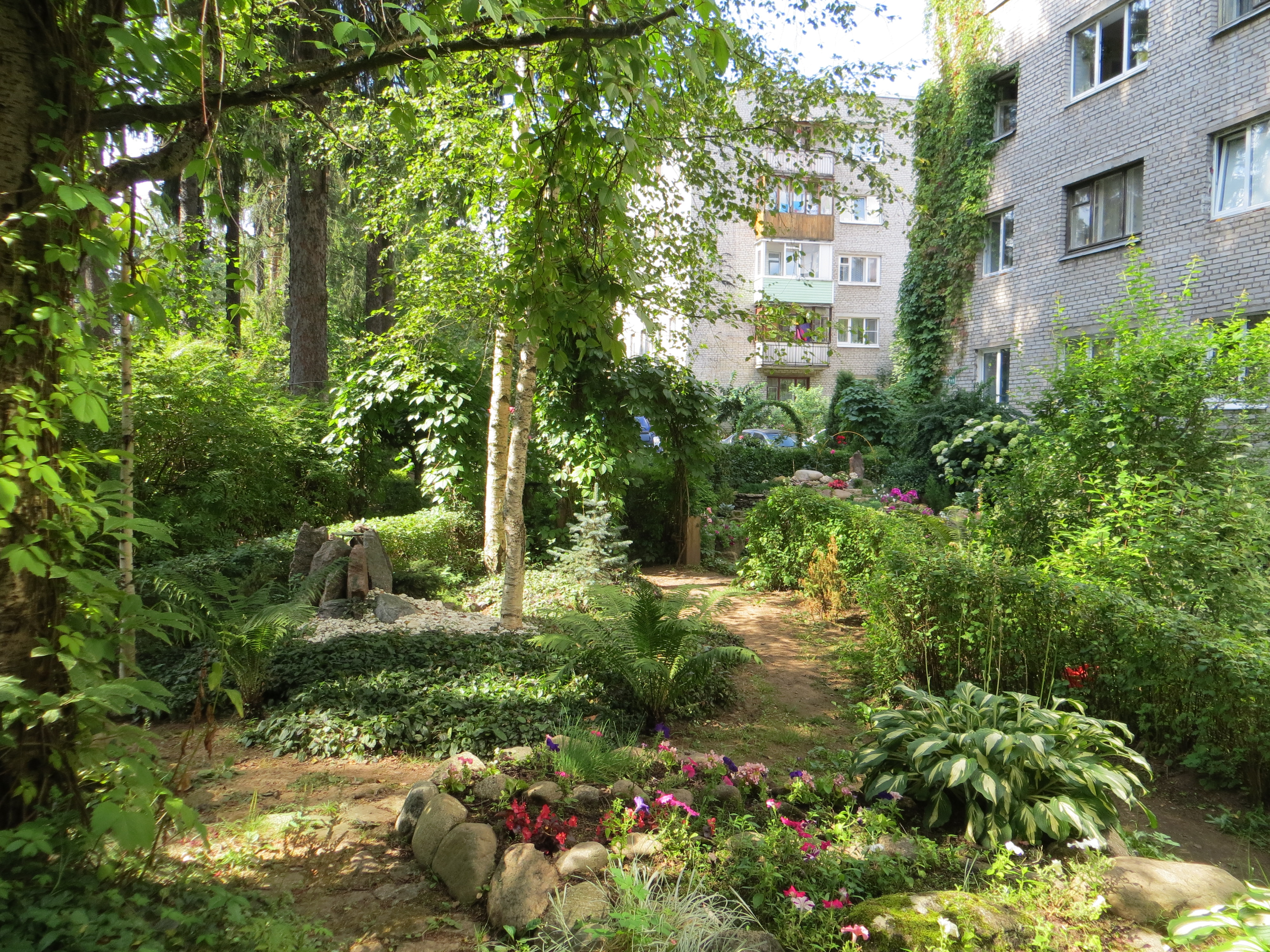
Альпинарий на улице Комсомола. 2014 год
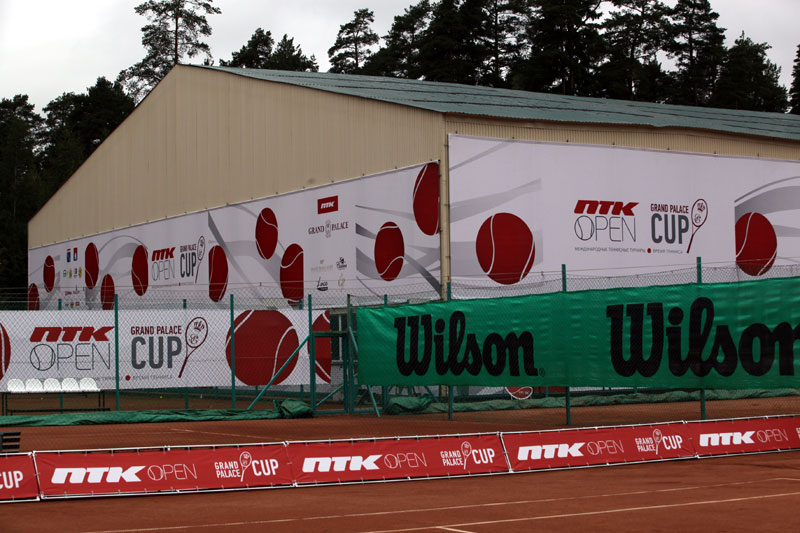
Крытый теннисный корт на улице Достоевского. 2014 год

## Здравоохранение
Ещё в бытность так называемым дачным посёлком при станции Мельничный Ручей, он стал местом расположения различных учреждений здравоохранения регионального и даже союзного значения. В конце октября 1950 года в нём открылось 8-е санаторно-больничное (реабилитационное) отделение «Мельничный Ручей» ленинградской больницы им. Я. М. Свердлова (с 1970 года — больница № 31) — т. н. «Свердловки», входившей в систему лечебных учреждений 4-го Управления Минздрава СССР. К ним были прикреплены руководящие партийные и беспартийные работники (т. н. «номенклатура»), а также персональные пенсионеры союзного и республиканского значения и члены их семей. Название Ждановских озёр, на берег одного из которых выходит обширная территория этого санатория и одноимённой исторической местности города Всеволожска, связывается с именем А. А. Жданова, который для обустройства в 1930-е годы специальной купальни, якобы, распорядился привезти «лечебный» песок из Пицунды.
Когда в конце 1950-х годов мир охватила эпидемия полиомиелита, 12 февраля 1958 года для лечения советских детей, перенесших эту тяжёлую болезнь, одна из войсковых частей в Мельничном Ручье была срочно эвакуирована в другое место, а на базе её бывшего военного городка, расположенного между проспектами Некрасова и Лермонтова, в срочном порядке развернули новое лечебное учреждение для детей. Лечебные отделения, школа, столовая, администрация находились в отдельных финских домиках, отапливавшихся углём. В таких же домиках и двух бараках с дровяным отоплением (т. н. «Белорусском» и «Курском»), жил рядом весь персонал. Из физиотерапии широко применялись шерстяное укрывание, озокерит, лечебная физкультура и ванны. В летнее время на ближайшем от санатория 1-м Ждановском озере, использовался специальный бассейн с деревянным настилом. Несмотря на разрозненность корпусов и отдалённость от Ленинграда, детей на автобусе вывозили в цирк и в театры. В гости к детям в Мельничный Ручей приезжали известные артисты советского кино. К началу 1960-х годов эпидемию полиомиелита победили, и на базе учреждения был создан лагерь «Огонёк», специализирующийся на приёме детей с неинфекционными нарушениями опорно-двигательного аппарата. После 1967 года оздоровительный лагерь «Огонёк» был преобразован в обычный пионерский лагерь, под тем же названием.

## Деревня Мельничный Ручей
Деревня Мельница на Мельничном ручье упоминается ещё на картах конца XVIII века. Согласно подворной переписи 1882 года в Мельничном Ручье проживало исключительно пришлое население, это был посёлок финских арендаторов. Всего в нём насчитывалось 11 домов и 11 семей арендаторов земли, 16 человек мужского и 25 женского пола, все лютеране. В пользовании у них была 61 десятина земли, где они выращивали картофель, овёс, а также рожь и ячмень. В хозяйстве у них было 7 лошадей и 12 коров. Занимались извозом.
В списках населённых мест 1896 года Мельничный Ручей также назван посёлком арендаторов «при шоссейной дороге» из 13 дворов с населением 62 человека. В 1926 году, это вновь деревня из 17 дворов с населением 88 человек. В 1939 году деревня Мельничный Ручей насчитывала 119 человек.

### Наука
На месте, где была когда-то деревня Мельничный Ручей (на некоторых дореволюционных картах обозначалась, как деревня Мельничьи Ручьи), у развилки Дороги жизни и дороги на Морозовку, сейчас находится магнитная станция, «изучающая, по словам большинства интернет-публикаций магнитное поле Земли». На самом деле, перечень объектов измерений был несколько шире, и выходил он за пределы академически-фундаментальных интересов в область утилитарно-прикладную, причём оборонного значения. Замер магнитных характеристик изделий является важной составной частью госприёмки военно-промышленного комплекса. Это направление деятельности, а также интересные зарисовки из жизни магнитной станции «Мельничный Ручей» в советское время, зафиксировал для истории в своих воспоминаниях писатель И. П. Штемлер:

Магнитная станция, где испытывали и настраивали продукцию завода после сборки, находилась в посёлке Мельничный Ручей под Ленинградом. «Поместье» Ивана Яковлевича Бедекера — директора станции — размещалось у самого леса и состояло из нескольких специально оборудованных деревянных домов, пикетов, избы-хозблока и фруктового сада. По утрам сотрудники станции садились у завода в автобус и отправлялись в Мельничный Ручей, на работу…

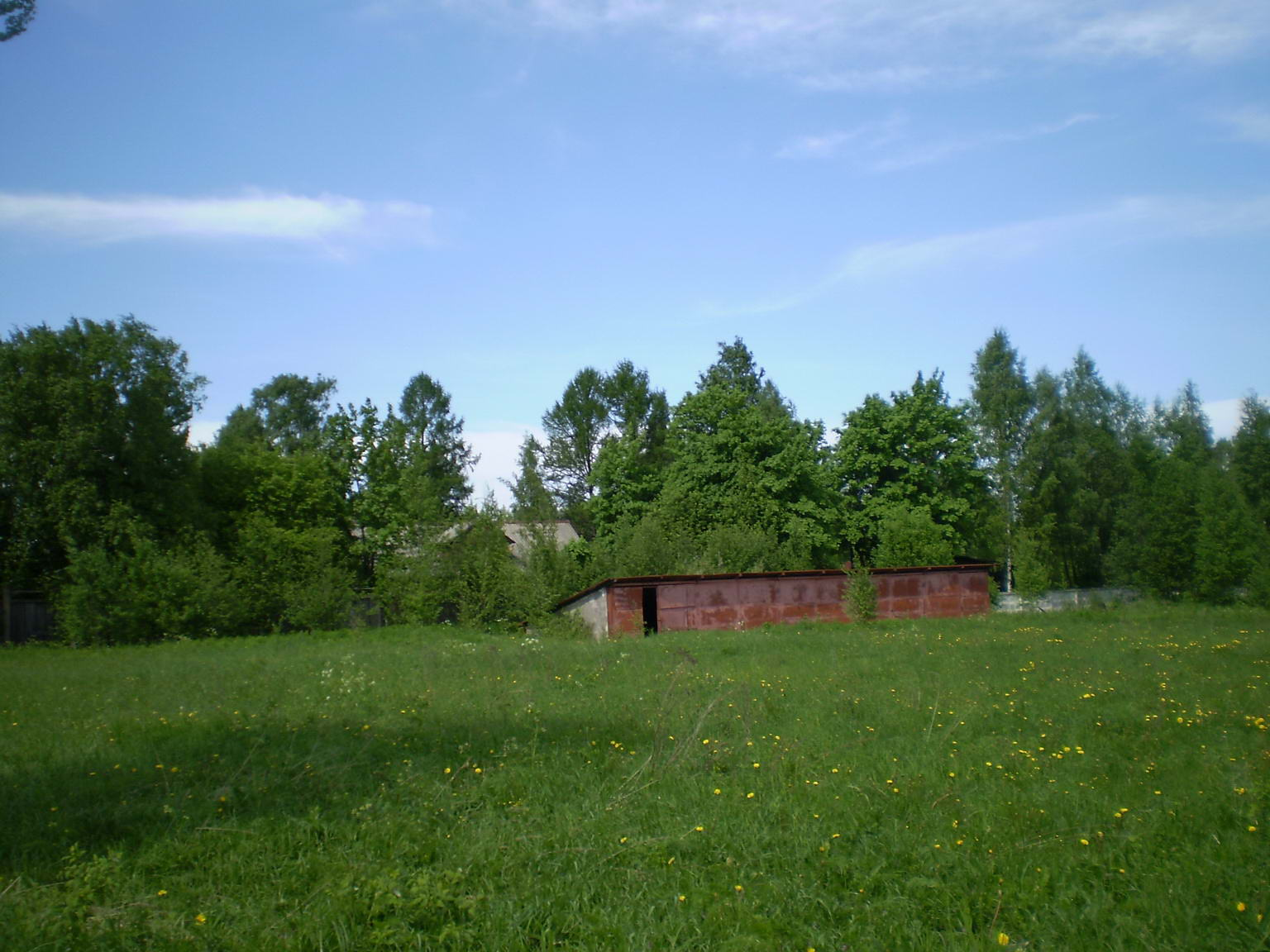
Сейчас — «Магнитка», Магнитная станция. Место пересечения Дороги жизни Мельничным ручьём. До войны — деревня Мельничный Ручей

### Административное подчинение деревни Мельничный Ручей
- с 1 марта 1917 года — в Романовском сельсовете Рябовской волости Шлиссельбургского уезда.
- с 1 февраля 1923 года — в Романовском сельсовете Рябовской волости Ленинградского уезда.
- с 1 февраля 1924 года — в Романовском сельсовете Ленинской волости.
- с 1 августа 1927 года — в Романовском сельсовете Ленинского района Ленинградского округа.
- с 1 июля 1930 года — в Романовском сельсовете Ленинградского Пригородного района Ленинградской области.
- с 1 августа 1936 года — в Романовском сельсовете Всеволожского района.
- с 1 января 1939 года — во Всеволожском поссовете Всеволожского района
- с 1 февраля 1963 года — в составе Всеволожского горсовета[47].

В настоящее время «тёзка» микрорайона находится за чертой города Всеволожска в Романовском сельском поселении, статуса населённого пункта не имеет.

## Современность
В настоящее время в микрорайоне ведётся активное коттеджное строительство.
Микрорайон, практически полностью расположенный в сосновом лесу, на возвышенном месте, рядом с озёрами, всегда был привлекательным местом отдыха.
В начале XX века иметь участок земли в Мельничном Ручье было престижно и дорого. Здесь снимали дачи представители Санкт-Петербургской, а затем Ленинградской интеллигенции и артистической среды.
Постоянное население микрорайона с конца 1970-х годов стало убывать, целыми улицами жители Мельничного Ручья переезжали из ветхого жилья в новостройки микрорайона Котово Поле.
В 1990-х годах процесс замещения местного населения дачниками пошёл стремительно.
Под застройку были отданы все пионерские лагеря, детские сады, ведомственные дачи и спортивные базы, а также парковые зоны «Державинская» и «Достоевская».
Параллельно скупались частные домовладения, дома сносились, а на их месте возводились современные коттеджи.
Сейчас в микрорайоне, по мнению риелторов, сформировался так называемый «Золотой квадрат», заключённый между проспектами Герцена, Некрасова, Маяковского и Грибоедова, земля в котором стоит наиболее дорого, но предложение практически отсутствует.
В последнее время, ввиду нехватки земли, коттеджное строительство сместилось в болотистую низину реки Лубьи на восточной границе микрорайона.
Рядом со станцией Мельничный Ручей возведён закрытый (въезд через КПП) коттеджный «посёлок» (6 коттеджей площадью 180—300 м2 каждый, на участках по 12 соток), присвоивший себе то же название, что и микрорайон. Это создаёт некоторую путаницу: ведь на старых улицах Мельничного Ручья уже давно возведено немало индивидуальных коттеджей, многие из которых превосходят этот «посёлок в 6 домов», как по метражу зданий, так и по размаху домовладений.

## Известные жители[49]
- Белоусов, Владимир Павлович (1946) — спортсмен, Олимпийский чемпион.
- Вашуков, Михаил Юрьевич (1958) — артист, куплетист, юморист.
- Денисов, Анатолий Алексеевич (1934—2010) — советский российский учёный, политический деятель.
- Мельникова, Анастасия Рюриковна (1969) — актриса театра и кино, телеведущая. Заслуженная артистка России (2007), депутат Законодательного собрания Санкт-Петербурга[50].
- Петрик, Виктор Иванович (1946) — автор ряда спорных, неакадемических исследований.
- Потомский, Вадим Владимирович (1972) — депутат Государственной думы Российской Федерации VI созыва, губернатор Орловской области.
- Слепухин, Юрий Григорьевич (1926—1998) — писатель.